# Indiana Jones és a végzet temploma
Az Indiana Jones és a végzet temploma (Indiana Jones and the Temple of Doom) egy 1984-es amerikai kalandfilm Steven Spielberg rendezésében és Harrison Ford főszereplésével. A filmben visszatér a vászonra Az elveszett frigyláda fosztogatóiban megismert régészprofesszor, Indiana Jones, akinek ázsiai kalandjai ezúttal 1935-ben, egy évvel a frigyláda eseményei előtt játszódnak. A színészgárda további tagjai Spielberg későbbi második, egyben jelenlegi felesége, Kate Capshaw, az első filmszerepében látható Jonathan Ke Quan, illetve Amrish Puri indiai színművész.
A George Lucas ötletéből készült forgatókönyv témái között szerepel a gyermekrabszolgaság és a pusztító kultusz-szertartások, amik sötétebb hangvételűvé teszik az 1981-es első résznél. A munkacím is ezt támasztja alá: Indiana Jones és a halál temploma. Mindez az amerikai korhatár-besorolási rendszer megújításához vezetett: A végzet temploma és a szintén abban az évben készült Szörnyecskék ijesztő jelenetei miatt hozták létre a PG-13-as, vagyis 13 éven aluliaknak felnőtt kísérettel ajánlott kategóriát.
A film, akárcsak a frigyláda, elnyerte a legjobb vizuális effektusokért járó Oscar-díjat.

## Cselekmény
1935-ben Indiana Jones egy sanghaji nightclubban, az Obi Wan Klubban igyekszik elcserélni Nurhacsi császár maradványait egy hatalmas gyémántra Lao Csével, egy helyi maffiózóval. Amikor az üzlet baljós fordulatot vesz, s Indy barátja, Wu Han halálát leli, a professzor és a klub énekesnője, Willie Scott autóval menekül a helyszínről, amit Indy szövetségese, a kisfiú, Picúr vezet. Mindhárman felszállnak egy teherszállító kisgépre, mit sem sejtve arról, hogy a repülő Lao Cse tulajdonát képezi. Mialatt a trió szundikál, a pilóták ejtőernyővel kiugranak a gépből, sorsukra hagyva az utasokat az üres tankkal. Indy, Willie és Picúr vakmerő módon egy felfújható csónakkal hagyják el a hegyoldalba csapódó gépet.
A Himalája hegyein és a vadvizű folyón átívelő féktelen száguldást követően egy elzárt indiai faluba érkeznek. A szegénységben élő lakók a segítségüket kérik. Gonosz erők ellopták a település szent tárgyát, a Sankara követ, s a közeli pankoti palotába vitték, a falu összes gyermekével együtt.
Kezdetben a palota normálisnak és nyugodtnak tűnik, a vendégeknek groteszk fogásokat kínáló vacsora ellenére is. Indiana megismeri a gyermek maharadzsát és Chattar Lal miniszterelnököt, illetve Blumburtt századost, a kihelyezett angol hadak vezető tisztjét. A palota lakóit sértik a professzor szavai, amik a falusiak állításaira és a véráldozatot követelő szertartásokra utalnak, s a maharadzsa biztosítja arról, hogy ilyesmik nem fordulnak elő az ő királyságában. Később az este folyamán azonban Indyt megtámadják a szobájában, aminek hatására kutatni kezd, s hamarosan ráakad egy titkos ösvényre a falban. Willie-vel és Picúrral átverekedi magát milliónyi ízeltlábún és egy gyilkos csapdán, s a palota alatt hatalmas templomra lelnek, ahol a falu kövét másik kettő mellett őrzik. A gonosz indíttatású szekta Kali istennőt imádja emberáldozattal, s rabszolgasorba döntötte a helyi gyermekeket, hogy a maradék két Sankara követ kutassák, amik elvesztek a palota bányáiban. A könyörtelen vezető, Mola Ram azt reméli, a kövek egyesített hatalmával a világot lábai elé kényszerítheti. A rituálé közepette, amit a három hívatlan vendég végignéz, Mola Ram puszta kezével fosztja meg szívétől az áldozatot, azonban a férfi életben marad, s szíve tovább ver Mola Ram kezében, mígnem lassan aláeresztik egy gödörbe, aminek alján izzó láva kavarog, s a pokoli tűzben iszonyú kínok között megég.

Az ördögi tekintetű Mola Ram. A főpap által imádott Kālī istennőt általában a halállal és a pusztítással hozzák összefüggésbe, azonban inkább az időt és változást testesíti meg

Indyt, Willie-t és Picúrt foglyul ejtik a szekta tagjai és elválasztják őket egymástól. Mola Ram megitatja Indyvel „Kali vérét”, amitől a régész elveszíti elmekontrollját és engedelmeskedni kényszerül a főpapnak. Willie-t emberáldozatnak szánják, Picúrt pedig a többi gyerek mellé teszik dolgozni a bányában, azonban ő kalapácsával megszabadul a rabláncától, és visszaszökik a templomba, ahol Willie-t megkötözve elkezdik leereszteni a tüzes kútba. Picúr közbenjárásával Indy magához tér az agymosásból, miután kis segítője egy égő fáklyát nyom a testének. Sikerül megmentenie Willie-t a biztos haláltól, magához vennie a Sankara köveket és kiszabadítania a gyerekeket, azonban Mola Ram kereket old egy csapóajtón keresztül. Pribékek törnek Indyékre, akik a harc közepette egy csillébe ugranak, majd szélsebes száguldásba kezdenek a bánya mélyére, nyomukban üldözőikkel, akiknek csilléjük végül kisiklik és a mélybe zuhan.
Ezalatt Mola Ram szabadjára engedi a felgyülemlett vizet a hegyben, hogy elárasztva a bányát megfullassza a három szökevényt. Indy megállítja a csillét, s a hármas az utolsó pillanatban tér ki a feléjük zúduló víztömeg elől; az egyre morzsolódó hegyoldalról egy kanyon peremére másznak, amin egyetlen függőhíd vezet át. Megkísérlik az átkelést, azonban kétoldalt körülveszik őket a pribékek. Indy elkeseredett, de vakmerő lépésre készülve kínaiul figyelmezteti kis barátját, hogy kapaszkodjanak a kötelekbe, majd szablyájával elvágja a híd tartókötelét. Számtalan szektatag zuhan az alanti folyóba, egyenesen a krokodilok közé.
Mola Ramnak és néhány emberének is sikerül megkapaszkodnia. Közelharcot vív Jonesszal a kövekért, mígnem Indy az ereklyék mágikus erejét hívja segítségül, amitől Mola Ram és a háromból két kő a vízbe zuhan, s az aljas főpap az éhes hüllők eledelévé lesz. A szakadék túloldalán a pribékek a védtelen hősre szegezik nyilaikat, azonban Blumburtt százados és katonái még időben feltűnnek a színen. Indy, Willie és Picúr visszatérnek a faluba a gyermekekkel és a szent kővel együtt.

## Szereplők
- Harrison Ford mint dr. Henry „Indiana” Jones Jr.

Kalandor régészprofesszor, aki kronológiailag első mozifilmes kalandja folyamán Kínában, majd Indiában kerül életre-halálra szóló küzdelembe. A film során tanúja lesz a természetfelettinek, a későbbiekben azonban mégis szkeptikusnak mutatkozik a frigyláda túlvilági erejét illetően.
- Kate Capshaw mint Wilhelmina „Willie” Scott

Híres amerikai énekesnő a sanghaji Obi-Wan klubban, aki az események hevében kénytelen Indiana Jonesszal tartani menekülésében. Mindez egyáltalán nincs kedvére, nem úgy a fényűzés, ami kezdetben a maharadzsa palotájában fogadja. Spielberg szerette volna Karen Allent viszontlátni Marion Ravenwoodként, azonban már megegyeztek Lucasszal, hogy minden filmben más lesz a női főszereplő. Willie szerepére Capshaw leszerződtetéséig Sharon Stone volt az első számú választás.
- Jonathan Ke Quan mint Picúr

Talpraesett tizenegy éves kínai kisfiú, aki elveszítette szüleit Sanghaj bombázásakor. Négyéves korától az utcán élt, mígnem találkozott Indiana Jonesszal, aki maga mellé vette segítőjének, miután a fiú megpróbálta kizsebelni őt. Picúr szerepére nyílt meghallgatást tartottak minden általános iskolában az ázsiai gyerekek számára. A vietnami Jonathan Ke Quan valójában testvérét kísérte el támogatásképpen, azonban felkeltette a szereplőválogató figyelmét, miközben azt magyarázta fivérének, mit csináljon s mit ne csináljon.
- Amrish Puri mint Mola Ram

A Kali istennőt dicsőítő titkos szekta főpapja, aki a többi vallás leigázására és világuralomra tör. Puri a szerep kedvéért leborotválta a haját fejéről, ami jellegzetes megjelenést kölcsönzött neki, s így népszerű gonosztevője lett az indiai mozinak.
- Roshan Seth mint Chattar Lal

Miniszterelnök a maharadzsa palotájában, aki szívélyesen fogadja Jonest és útitársait, de visszautasít minden vádat és gyanút a szertartásokat illetően.
- Philip Stone mint Phillip Blumburtt százados

Anglia indiai seregének tisztje, aki a környéken állomásozik katonáival, s maga is a palotában vendégeskedik.
- Roy Csiao mint Lao Cse

Sanghaji gengszter, akinek Jones egy megbízást teljesít, azonban az üzlet kimenetele végzetessé válik.
- Dan Aykroyd mint Earl Weber

Brit állampolgár, aki Sanghajban repülőgépet szerez a menekülő Indynek.
Pat Roach kaszkadőr-színész, aki nagydarab rosszfiúként tűnt fel Az elveszett frigyláda fosztogatóiban két szerepben is, ezúttal háromszor látható: ő üti meg elsőként a gongot az Obi-Wan Klubban, ő próbálja megölni Jonest a szobájában a palotában és ő a rabszolgahajcsár a bányában. Harrison Ford mellett Roach az egyetlen színész, aki felbukkan a nyolcvanas években készült Indiana Jones-filmek mindhárom részében; a legújabb epizódban ez már nem volt lehetséges, mivel Roach 2004-ben meghalt. Az indiai falu bölcsét játszó férfi nem beszélt angolul, így szövegét Spielberg utánzásával, hallás után mondta fel. A rendező, Lucas és Frank Marshall executive producer mind felbukkannak egy pillanatra a film elején a reptéren.
| Színész            | Szerep                    | 1. szinkron (eredeti) | 2. szinkron (DVD) |
| ------------------ | ------------------------- | --------------------- | ----------------- |
| Harrison Ford      | Indiana Jones             | Csernák János         | Csernák János     |
| Kate Capshaw       | Wilhelmina `Willie` Scott | Eszenyi Enikő         | Götz Anna         |
| Jonathan Ke Quan   | Picúr                     | Minárovits Péter      | Kováts Dániel     |
| Amrish Puri        | Mola Ram                  | Dózsa László          | Reviczky Gábor    |
| Roshan Seth        | Chattar Lal               | Forgács Gábor         | Harsányi Gábor    |
| Philip Stone       | Blumburtt százados        | Buss Gyula            | Buss Gyula        |
| Roy Chiao          | Lao Che                   | Kristóf Tibor         | Kristóf Tibor     |
| David Yip          | Wu Han                    | Bognár Zsolt          | ?                 |
| Ric Young          | Kao Kan                   | Kerekes József        | ?                 |
| Chua Kah Joo       | Chen                      | ?                     | ?                 |
| Rex Ngui           | Inas                      | ?                     | ?                 |
| Philip Tan         | Főszolga                  | ?                     | ?                 |
| Dan Aykroyd        | Earl Weber                | Várkonyi András       | Kapácsy Miklós    |
| Akio Mitamura      | Kínai pilóta              | (eredeti hangján)     | (eredeti hangján) |
| Michael Yama       | Kínai másodpilóta         | (eredeti hangján)     | (eredeti hangján) |
| D.R. Nanayakkara   | Sámán                     | Rátonyi Róbert        | Kun Vilmos        |
| Dharmadasa Kuruppu | Törzsfőnök                | Szoó György           | Komlós András     |

|                       | 1. szinkron (eredeti)             | 2. szinkron (DVD)   |
| --------------------- | --------------------------------- | ------------------- |
| készítő               | Magyar Szinkron- és Videovállalat | Balog Mix Stúdió    |
| készítési év          | 1989                              | 2000                |
| stáblista felolvasása | Bozai József                      | Kovács M. István    |
| magyar szöveg         | Szabó László Sándor               | Szabó László Sándor |
| hangmérnök            | Hargitai János                    | Steiner András      |
| rendezőasszisztens    | Lengyel László                    |                     |
| vágó                  | Kiss László                       | Katona Edit         |
| gyártásvezető         | Ozorai Katalin                    | Miklai Mária        |
| szinkronrendező       | Kosztola Tibor                    | Balog Mihály        |

## A film készítése

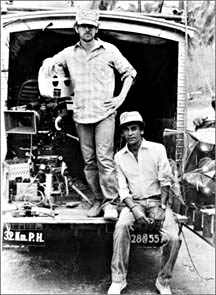
Spielberg (balra) a Srí Lanka-i forgatáson az egyik helyi filmessel, aki a munkájukat segítette

Steven Spielberg és George Lucas sötétebb hangulatot célzott meg Az elveszett frigyláda fosztogatói folytatásának. Lucas a történetet az első film előzményeként írta meg, mivel nem akarta újfent a nácikat megtenni ellenségként, s az ötletei között szerepelt a Majomkirály (a Nyugati utazás című kínai epikus mű főszereplője) és egy kísértetkastély, ám végül a Sankara kövek megalkotásánál kötött ki (az e köré épített mítosz is javarészt Lucas fantáziájának szüleménye). Mivel a frigyláda forgatókönyvírója, Lawrence Kasdan éppen egy másik filmen, A nagy borzongáson dolgozott, Willard Huyckot és Gloria Kartz-t kérte fel a szkript megírására, ismerve a filmes házaspár érdeklődését az indiai kultúra iránt. Az elveszett frigyláda fosztogatóiból végül kimaradt több nagyívű jelenetet is beleépítettek a cselekménybe, ezek a menekülés egy hatalmas, guruló gong fedezékében, a kiugrás egy szálló repülőgépből csónakban és a csillés üldözés a bányában. A csillés üldözést makettel és modellekkel oldották meg, több film bírásához módosított 35mm-es kamerák alkalmazásával. A barlangfal festett alufóliából készült, a csillék hangját pedig disneylandi hullámvasutak szolgáltatták. Ahogy Indiana Jones Lucas alaszkai malamutjáról kapta nevét, úgy Willie-t is egy kutya, Spielberg cocker spániele után keresztelték el, míg Picúr (eredetiben Short Round) Huyck ebével rokon ilyen módon.
Az alkotók nem kaptak engedélyt az indiai forgatásra. A kormányzat szerette volna látni a forgatókönyvet, és azt is megkövetelték, hogy a maharadzsa szót ne használják, félvén, hogy a tartalom nem tükrözi kultúrájukat. (Nem ez volt az egyetlen elutasítás a produkció történetében: az eredeti vázlatban szerepelt egy motorbiciklis üldözés a kínai Nagy Falon, azonban a kínai kormányzat nem adott engedélyt a forgatásra, így a szcénát felcserélték a repülős szökésre.) A forgatás így Srí Lankán kezdődött meg, ahol az indiai falu díszleteként az ország központjában elterülő Kandy szolgált. Harrison Ford komoly hátsérüléseket szerzett az elefántok megülésekor, így öt héten át Vic Armstrong kaszkadőr helyettesítette a különböző felvételeknél.
A munkálatok alapvetően az Elstree Studiosban zajlottak, a kilencből nyolc stúdióban, míg a maradék egyet műhelyként használták. A másodstáb hat hetet töltött Makaón, hogy anyagot rögzítsenek a sanghaji autós üldözéses jelenethez, míg egy harmadik stáb Frank Marshall vezényletével Floridában dolgozott, ahol aligátorokat vettek igénybe a mocsári krokodilok megjelenítéséhez. A csónakos szekvenciához a kaliforniai Mamuthegyen és a Tuolumne-folyónál forgattak. Ford az Elstree-ben is megsérült, mikor az a jelenet volt soron, melyben egy orgyilkos támad rá szobájában, ezért egy Los Angeles-i kórházba kellett szállítani. Mindezek ellenére Spielberg öt nappal a kijelölt 85 napos forgatási idő előtt befejezte a munkát, 28 millió dollárból.
Capshaw ruhája, amiben a nyitójelenet táncát adja elő (amit utolsóként rögzített a stáb), teljes egészében valódi, 1920-as és 1930-as évekbeli rózsafüzérből készült, s mivel ilyen ritkaságról volt szó, csupán egy darab állt rendelkezésre. A film folyamán később látható a különleges ruha egy fán száradni, miközben Indiana és Willie a tűz mellett ülnek. Balszerencsés módon, egy elefánt felfigyelt az öltözetre, s megkóstolni vágyta, ám még időben sikerült megmenteni ahhoz, hogy némi beavatkozással helyrehozzák a megmaradt füzéreket. Anthony Powell jelmeztervező tiszte volt kitölteni a hivatalos papírokat, s a „kár oka” részhez nem volt más választása, mint beírni, hogy „megette egy elefánt”.

A függőhíd a filmben

A filmbeli függőhíd nem illúzió volt: egy a forgatás helyszíne közelében dolgozó brit mérnöki cég tervezte és építette meg a stábnak. Spielberg nem volt hajlandó megkockáztatni rajta az átkelést, így minden alkalommal másfél mérföldet utazott a szakadék túlsó oldalára. A hidat homokkal takarták be, hogy szakadáskor hátrahagyja belőle mását egy pillanatra, ezzel is régi mivoltát keltve. A lezuhanó szereplőket 14 bábu helyettesítette, amiknek kar- és lábmozgatását elem biztosította.
A könnyen szakadó ruha meglehetősen szűknek bizonyult, így Capshaw csak korlátozott mozgástárral válthatta valóra minden színésznő álmát, hogy énekeljen és táncoljon egy filmben, de nem csak ez jelentett kihívást: a sikoltást is meg kellett tanulnia. A színésznőnek nem csupán a filmben kellett bátornak lennie, hiszen a kamrajelenetben több mint kétezer rovar fedte be karját; az „óriás vérszívó denevéreket” azonban, amikkel szerepe szerint szintén meggyűlik a baja, repülőkutyák „játszották”. A pitont, amit Willie összetéveszt az elefánt ormányával, Michael Culling állatidomár vitte be Sri Lankára a forgatásra, ám mivel a kígyó és gazdája nem voltak szívesen látott vendégek a országban, Culling Mr. és Mrs. Longfellow néven jelentkezett be a hotelbe. Egy hatalmas kígyós jelenet ellenben nem készült el: a színésznő pánikrohamot kapott minden beállításnál, így végül Spielberg továbblépett, de tréfálkozva emlegeti azóta, hogy Capshaw csak azért ment hozzá később, mert nem kellett megcsinálnia a jelenetet. Nem ez az egyetlen állatos momentum, ami kimaradt a végső verzióból: Harrison Ford háta megszenvedte azt is, amikor egy medvével kellett megbirkóznia a kamera előtt.

## Fogadtatás

### Bevételi adatok
Az Indiana Jones és a végzet temploma három évvel a frigyláda után, 1984. május 23-án került az észak-amerikai mozikba. 25,3 millió dollárral nyitott (1984 legjobb ilyen eredménye), ami akkoriban rendkívül magasnak számított, s közel 180 millióig jutott (harmincmillióval – illetve hatvannal, ha számításba vesszük a frigyláda újabb mozikba kerüléseit – keresett kevesebbet elődjénél); az év harmadik legnézettebb filmjévé válva a Beverly Hills-i zsaru és a Szellemirtók mögött. A világ más részein azonban a folytatás bizonyult nagyobb érdeklődést kiváltónak: 153,2 millió dollárnak megfelelő bevétele tizenkettővel múlja felül a frigyládáét; összesen tehát 333 millió dollárt gyűjtött, amivel világviszonylatban már az első helyre kerül az éves listán.

### Kritikai visszhang
A film kritikai fogadtatása is mérsékelten lelkes volt az első részhez viszonyítva. 2008-ban azonban a Rotten Tomatoes oldalán, ahol az amerikai újságírók írásait gyűjtik egybe, 91%-os értéken áll, vagyis a 46-ból 42 kritikus tetszését nyerte el. Roger Ebert, a Chicago Sun-Times munkatársa a maximális értékelés odaítélése mellett így írt a filmről: „A legvidámabban izgalmakat nyújtó, legbizarrabb, legbolondosabb romantikus kaland a 'frigyláda' óta”, s ugyanolyan jónak vélte A végzet templomát, mint a '81-es filmet.

### Díjak és jelölések
A filmet két Oscar-díjra jelölték a legjobb eredeti filmzene és a legjobb vizuális effektusok kategóriákban. A díjátadón az utóbbival gazdagodtak a készítők, s szintén ezen oldalát ismerte el a filmnek a Brit Filmakadémia is, további három jelölés mellett. Lucas és Spielberg nem rejtette véka alá, hogy a '80-as évekbeli trilógia középső része sokkal jobban hagyatkozik a különleges képi hatásokra, mint a másik kettő.

### Hatás és cenzúra
A néhány meglehetősen ijesztő képsor miatt A végzet temploma, a Szörnyecskék című filmmel karöltve a „PG” (szülői kíséret ajánlott) és az akkor következő szintű „R” (17 éven aluliaknak csak szülői kísérettel) korhatár határát súrolta, s utolsó cseppként szolgált a már néhány film besorolásánál korábban is protestáló amerikai szülőknek; zúgolódásukra válaszképpen maga Spielberg fordult az MPAA-hoz (Amerikai Filmszövetség, akik egyben a korhatár-besoroló szervezet) azzal a javaslattal, hogy hozzanak létre egy köztes kategóriát. Így született 1984. július 1-jétől meg a „PG-13” besorolás, ami manapság a leggyakoribb és a stúdiók által is preferált, nem egyszer a horrorfilmek esetében is. Elsőként a Vörös hajnal című alkotás került e bélyeggel a mozikba 1984 augusztusában.
A hindu nép ábrázolása a filmben visszhangot váltott ki Indiában, ami felkeltette az ország cenzorai figyelmét, akik ideiglenesen betiltották a produkciót. Máshol ugyan nem kárhoztatott ilyen szigorú sorsra a film, de a vágóolló több piacon is előkerült. Nagy Britanniában egy perccel és hat másodperccel rövidítették meg, hogy bekerülhessen az országban szintén használt PG-kategóriába, s ne kelljen a 15, vagy akár a 18 éven felüli közönségnek ajánlani. A kinyesett jelenetek között szerepelt a véráldozat szívének kitépése és leeresztése a gödörbe, továbbá egy mélybe zuhanó szereplő falnak csapódása.

## Házimozi-megjelenés
A végzet templomát többször is kiadták videókazettán az Egyesült Államokban az 1980-as és '90-es években, míg DVD-n a frigyládával és a harmadik résszel egyetemben, 2003 októberében került a boltokba. Magyarországon a MOKÉP mozibemutatóját követően a UIP-Duna Film (akkor még csak Duna Film) jelentette meg VHS-en 1990 októberében, majd DVD-n hasonlóképpen vált elérhetővé, mint a tengerentúlon, hazánkban az InterCom forgalmazásában.

## Kapcsolódó termékek
A negyedik rész 2008-as bemutatójához kapcsolódóan az összes korábbi rész felelevenedett a játékboltok polcain. A Hasbro 2008 szeptemberében dobta piacra A végzet templomán alapuló játéksorozatot.